# Tympanocryptis
Australische grondagamen (Tympanocryptis) zijn een geslacht van hagedissen uit de familie agamen (Agamidae).

## Naam en indeling
Er zijn twee andere geslachten van agamen die ook met de Nederlandstalige naam 'Australische grondagamen' worden aangeduid, namelijk Amphibolurus en Diporiphora. De wetenschappelijke naam van de groep werd voor het eerst voorgesteld door Wilhelm Peters in 1863. De geslachtsnaam Tympanocryptis betekent vrij vertaald verborgen oor. In andere talen worden de soorten hierdoor wel 'oorloze agamen' genoemd.
Er zijn vijftien soorten waarvan er zes pas in 2014 en 2015 voor het eerst wetenschappelijk zijn beschreven. Veel bronnen geven hierdoor een lager soortenaantal aan.

## Uiterlijke kenmerken
De lichaamslengte bedraagt ongeveer vijf tot zes centimeter, de staart is ongeveer twee keer zo lang. De soorten hebben een typisch agame-achtig uiterlijk; een grote kop en een verhoudingsgewijs dunne staart. De lichaamskleur is vaak bruin met vele donkere en lichtere vlekken of strepen. De schubben op de rug, kop en ledematen zijn voorzien van stekeltjes. Het patroon van het lichaam imiteert soms de stenen op de ondergrond en als de agame stil blijft zitten is het dier nagenoeg onzichtbaar.
De habitat bestaat bij veel soorten uit droge, woestijnachtige gebieden met een spaarzame vegetatie. Een aantal soorten leeft in graslanden, steppen en in droge tropische en subtropische bossen.

## Verspreiding en habitat
De agamen komen voor in delen van Australië en leven in de staten New South Wales, Noordelijk Territorium, Queensland, Victoria, West-Australië en Zuid-Australië.

### Beschermingsstatus
Door de internationale natuurbeschermingsorganisatie IUCN is aan vijftien soorten een beschermingsstatus toegewezen. Negen soorten worden beschouwd als 'veilig' (Least Concern of LC) en drie soorten als 'onzeker' (Data Deficient of DD). Drie soorten worden beschouwd als 'bedreigd' (Endangered of EN).

## Soorten
Het geslacht omvat de volgende soorten, met de auteur en het verspreidingsgebied.
| Naam                          | Auteur                                       | Verspreidingsgebied |
| ----------------------------- | -------------------------------------------- | --- |
| Tympanocryptis centralis      | Sternfeld, 1925                              | Australië (New South Wales, Noordelijk Territorium, Queensland, West-Australië, Zuid-Australië)                                                         |
| Tympanocryptis cephalus       | Günther, 1867                                | Australië (Noordelijk Territorium, Queensland, West-Australië, Zuid-Australië)                                                                          |
| Tympanocryptis condaminensis  | Melville, Smith, Hobson, Hunjan & Shoo, 2014 | Australië (Queensland) |
| Tympanocryptis diabolicus     | Doughty, Kealley, Shoo & Melville, 2015      | Australië (West-Australië) |
| Tympanocryptis fortescuensis  | Doughty, Kealley, Shoo & Melville, 2015      | Australië (West-Australië) |
| Tympanocryptis gigas          | Mitchell, 1948                               | Australië (West-Australië) |
| Tympanocryptis houstoni       | Storr, 1982                                  | Australië (West-Australië) |
| Tympanocryptis intima         | Mitchell, 1948                               | Australië (New South Wales, Noordelijk Territorium, Queensland, West-Australië, Zuid-Australië)                                                         |
| Tympanocryptis lineata        | Peters, 1863                                 | Australië (New South Wales, Noordelijk Territorium, Queensland, Victoria, West-Australië, Zuid-Australië)                                               |
| Tympanocryptis pentalineata   | Melville, Smith, Hobson, Hunjan & Shoo, 2014 | Australië (Queensland) |
| Tympanocryptis pinguicolla    | Mitchell, 1948                               | Australië (New South Wales, Victoria). In 2023 gevonden in Victoria, nadat er sinds 1969 (omgeving Geelong) geen bevestigde waarnemingen geweest waren. |
| Tympanocryptis pseudopsephos  | Doughty, Kealley, Shoo & Melville, 2015      | Australië (West-Australië) |
| Tympanocryptis tetraporophora | Lucas & Frost, 1895                          | Australië (New South Wales, Noordelijk Territorium, Queensland, Victoria, Zuid-Australië)                                                               |
| Tympanocryptis uniformis      | Mitchell, 1948                               | Australië (Noordelijk Territorium, West-Australië) |
| Tympanocryptis wilsoni        | Melville, Smith, Hobson, Hunjan & Shoo, 2014 | Australië (Queensland) |